# Кемп (Тексас)
Кемп (енгл. Kemp) град је у америчкој савезној држави Тексас. По попису становништва из 2010. у њему је живело 1.154 становника.

## Демографија
Према попису становништва из 2010. у граду је живело 1.154 становника, што је 21 (1,9%) становника више него 2000. године.
| Група             | 2000.       | 2010.       |
| Белци             | 963 (85,0%) | 947 (82,1%) |
| Афроамериканци    | 98 (8,6%)   | 96 (8,3%)   |
| Азијати           | 0 (0,0%)    | 4 (0,3%)    |
| Хиспаноамериканци | 61 (5,4%)   | 93 (8,1%)   |
| Укупно            | 1.133       | 1.154       |